# Enginella
Enginella là một chi ốc biển, là động vật thân mềm chân bụng sống ở biển trong họ Buccinidae.

## Các loài
According to the Cơ sở dữ liệu sinh vật biển (WoRMS), the following species with valid names are gồm cód withtrong genus Enginella:
- Enginella leucozona (Philippi, 1843)
- Enginella leucozonia (Verrill, 1950)